# Marek Maniliusz

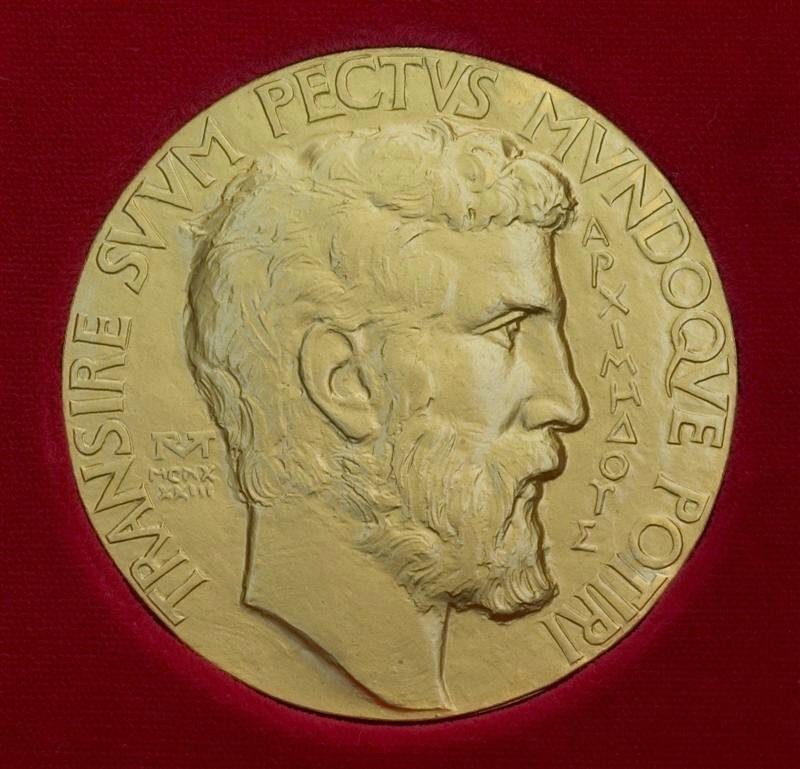
Słowa tego rzymskiego poety widnieją na Medalu Fieldsa. Transire suum pectus mundoque potiri, co się wykłada: „Wznieść się ponad granice ludzkich możliwości i przewodzić światu”.

Marek Maniliusz (łac. Marcus Manilius; I w. n.e.) – rzymski poeta, astrolog i filozof stoicki. Żył w czasach panowania cesarza Augusta, a potem Tyberiusza. 
Maniliusz jest autorem poematu dydaktycznego w 5 księgach na temat astrologii pt. Astronomica. Pierwsza z ksiąg jest poświęcona stworzeniu i strukturze nieba, druga – znakom zodiaku, trzecia – związkom ludzi ze znakami zodiaku, czwarta – wpływowi gwiazd na losy ludzkie, natomiast piąta – powstawaniu innych znaków i ich oddziaływaniu na ludzi. Czwarta księga nie przetrwała do czasów dzisiejszych. Maniliusz wplata w tekst liczne dygresje.
Marek Maniliusz sądził, że światem rządzą wyroki losu: fata regunt orbem (pol. „losy rządzą światem”), co dotyczy zarówno ludzi prostych, jak i ludzi posiadających władzę polityczną. Głosił ponadto, że wszechświatem rządzi rozumna moc boska. Wyznawał stoicyzm i sprzeciwiał się epikureizmowi. Wpływ nań wywarł Lukrecjusz.